# 공공 투자 기금
공공 투자 기금(Public Investment Fund, PIF; 아랍어: صندوق الاستثمارات العامة)은 사우디아라비아의 국부 펀드로 이를 '사우디 국부펀드'이라 부르기도 한다. 이 기금은 총 추정 자산이 941억 미국달러에 달하여 세계에서 가장 큰 국부 펀드 중 하나이다. 1971년 사우디아라비아 정부를 대신하여 자금을 투자하기 위한 목적으로 설립되었다. 이 국부 펀드는 2015년부터 사우디아라비아의 실질적 통치자인 왕세자 무함마드 빈 살만 알사우드가 통제하고 있다.
기금 활동의 60% 이상이 사우디아라비아 내에서 이루어진다. 사우디아라비아 내에서 기금의 투자는 주로 사우디아라비아 왕실과 밀접한 관계를 맺고 있는 저명한 사우디아라비아 사업가족이 소유한 민간 대기업에 집중된다. 사우디아라비아 외부에서 프리미어리그 축구 클럽인 뉴캐슬 유나이티드와 같은 저명한 해외 자산에 대한 기금의 투자는 기금의 투명성 부족과 사우디 정부의 엄격한 통제로 인해 논란을 불러일으켰으며, 사우디 정부는 국내 인권 부족에 대해 상당한 비판을 받아왔다.

## 역사

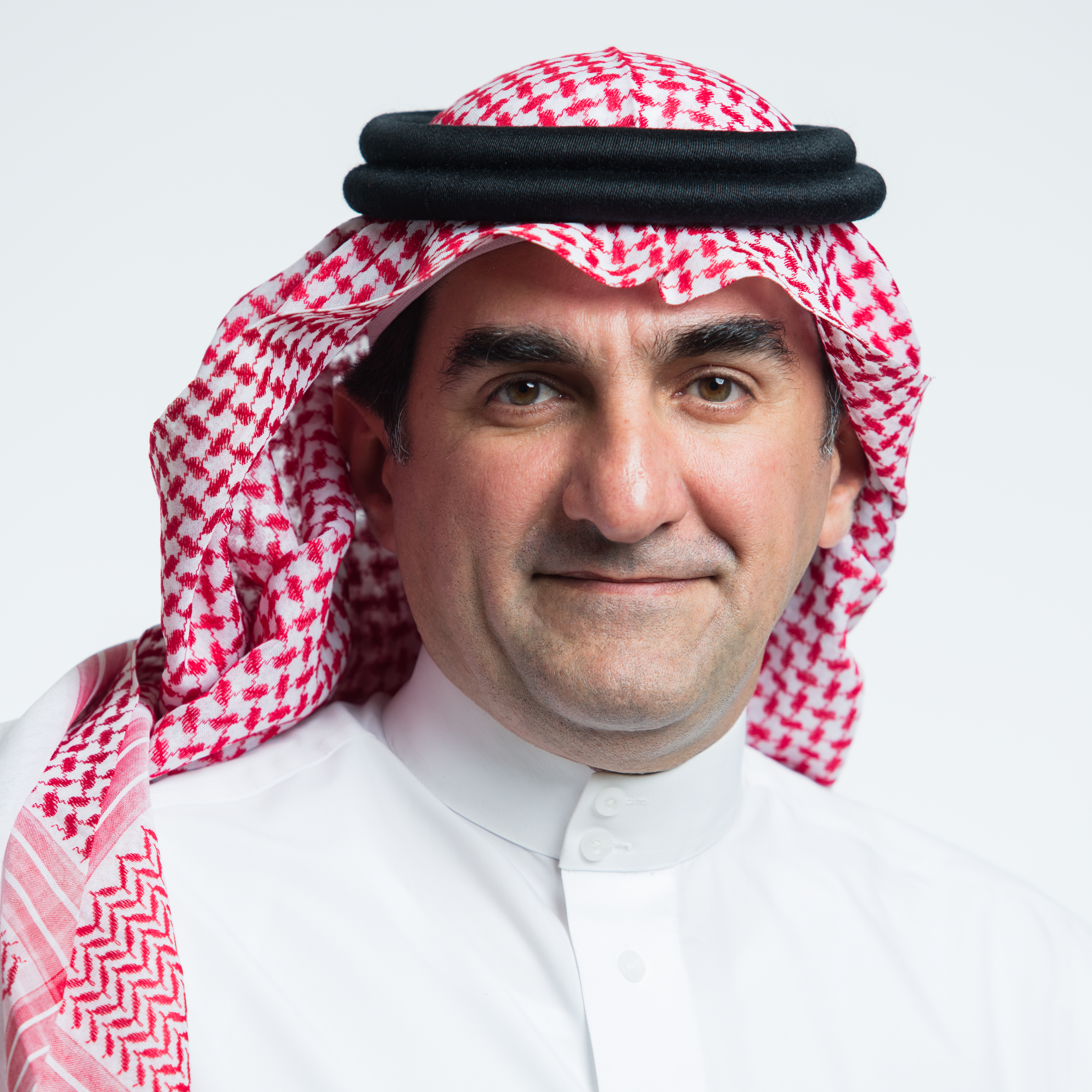
2016년 PIF 총재 야시르 알루마얀

사우디아라비아 공공 투자 기금(PIF)은 1971년 파이살 빈 압둘아지즈 알사우드 국왕에 의해 설립되었으며 왕실 칙령 M/24에 따라 국가 경제에 전략적으로 중요한 프로젝트에 자금 지원을 제공하는 것을 명시된 목표로 했다. PIF는 오랜 역사 동안 사우디 국영 기업의 지분을 관리하는 수동적인 기관이었다. 인근 산유국들이 국부 펀드를 영향력 행사 수단으로 사용하기 시작하자 사우디아라비아도 이를 따랐다. PIF는 2015년 50명에서 2018년 거의 500명으로 직원을 늘렸다.
2014년 7월, 각료 회의는 PIF에 왕국 내외에서 독립적으로 또는 공공 및 민간 부문과 협력하여 새로운 회사에 자금을 지원할 수 있는 권한을 부여했다. 이는 각료 회의의 사전 승인 없이 가능했다. 2015년 3월, PIF의 감독권은 재무부에서 경제개발위원회(CEDA)로 이전되었다. 이 과정에서 무함마드 빈 살만 알사우드 왕세자가 이끄는 새로운 PIF가 임명되었다. 이사회는 PIF가 경제 다각화를 목표로 하는 정부의 사우디아라비아 비전 2030과 일치한다고 밝혔다. PIF의 자원을 강화하고 우버와 테슬라 같은 외국 기업에 대한 투자를 지원하기 위해 PIF는 사우디 중앙은행으로부터 현금을 받고, 채무를 발행하며, 사우디 국영 자산 민영화 수익으로 혜택을 받았다.
2022년, 사우디 아람코 지분 4%가 PIF로 이전되었고, 2023년에도 자산운용 규모를 2025년까지 1조 달러 이상으로 늘리려는 기금의 계획의 일환으로 다시 이전되었다. 2023년 두 번째 4% 지분의 가치는 약 780억 달러로 평가되었다. 이러한 움직임은 PIF의 투자를 다각화하려는 전반적인 목표를 위해 고유가 상황을 활용하려는 의도였다.
2021년 글로벌 SWF 보고서에 따르면 PIF의 거버넌스, 지속 가능성 및 회복력(GSR) 점수가 그 해에 12% 상승하여 총 40%(100% 중)를 기록했다. 이는 PIF가 ESG(환경, 사회, 지속 가능성) 전담 팀을 구축하기 시작했다는 사실에 부분적으로 기인했다. 이 기금은 2018년에서 2022년 사이에 약 8%의 연간 수익률을 달성했다.

## 투자 프로젝트
PIF는 포스코건설에 38%의 지분, 우버에 5%의 지분(35억 달러 상당), 비디오 게임 회사인 캡콤과 넥슨에 5%의 지분(10억 달러 상당)을 보유하고 있다. 2016년 3월에는 사우디 아람코의 소유권이 PIF로 이전될 것이며, 왕국이 2017년까지 아람코 주식의 5%를 상장하려고 할 것이라고 발표되었다. PIF는 키디야를 소유하고 있으며, 럭셔리 해변 리조트를 위한 홍해 프로젝트를 주도하고 네옴이라는 폐쇄형 주식회사도 소유하고 있다. PIF는 콘서트 유통사 라이브 네이션의 5.7% 지분(5억 달러 상당)을 소유하고 있다. 2020년, PIF는 보잉, 메타 플랫폼스(당시 페이스북), 씨티그룹을 포함한 주요 미국 기업의 소수 지분을 인수했다. PIF는 보잉에 7억 1370만 달러, 씨티그룹에 약 5억 2200만 달러, 페이스북에 5억 2200만 달러, 디즈니에 4억 9580만 달러, 뱅크 오브 아메리카에 4억 8760만 달러의 지분을 공개했다. 또한 버크셔 해서웨이에 소액 지분, 정유 회사 BP에 8억 2770만 달러의 지분을 공개했다. 2020년, PIF는 인도 지오 플랫폼스에 2.32% 지분(15억 달러 상당)을 인수했으며, 3분기에 미국 주식 보유량을 101억 달러에서 70억 달러로 줄였으며, 당시 최대 미국 보유 자산은 우버의 27억 달러 지분이었다.
2016년 소프트뱅크 그룹과 PIF는 향후 5년간 기술 부문에 최대 450억 달러를 투자하는 소프트뱅크 비전 펀드를 설립할 것이라고 발표했다. 소프트뱅크 그룹은 사우디아라비아가 450억 달러를 투자한 비전 펀드가 2019-2020 회계연도에 투자 가치가 상각된 후 177억 달러의 손실을 입었음을 확인했다. 손실은 위워크와 우버에 대한 투자와 관련이 있었다. 소프트뱅크 39년 역사상 사우디아라비아 자금 지원 펀드는 회사 전체 손실이 1조 3600억 엔(125억 달러 이상)에 달하는 사상 최악의 손실을 기록했다.
도널드 트럼프 대통령의 사우디아라비아 공식 방문의 일환이었던 2017년 사우디-미국 CEO 포럼에서 PIF는 "주로 미국 내 인프라 프로젝트에 400억 달러를 투자"할 계획을 발표했다. CEO이자 설립자인 스티븐 슈워츠먼이 트럼프의 최고 지지자인 블랙스톤은 PIF가 프로젝트에 200억 달러를 약속하는 구속력 없는 양해각서에 서명했다. 미국-사우디 CEO 포럼에서는 "사우디아라비아에서 록히드 마틴 블랙 호크 헬리콥터 150대를 조립"하여 "블랙 호크 60억 달러 계약"의 일환으로 "사우디아라비아에 450개의 일자리를 창출"하겠다는 약속을 포함한 무기 거래가 발표되었다.
2017년 10월, PIF는 2020년까지 자산운용 규모를 4000억 달러 이상으로 늘리고 2만 개 이상의 새로운 일자리를 창출하는 것을 목표로 할 것이라고 발표되었다. 알루마얀은 자산 극대화, 신규 분야 투자, 기술 현지화, 경제 파트너십 개발이라는 네 가지 목표를 기반으로 한 기금의 새로운 투자 전략을 제시했다. 그는 또한 PIF가 특정 자산을 조달하기 위해 보수적으로 차입하고 블랙스톤 및 소프트뱅크와 같은 추가 파트너십을 모색할 것이라고 말했다.
2018년 9월, 알루마얀은 PIF가 110억 달러 대출을 통해 장기 전략에 대출 및 채무 상품을 통합하는 첫 단계를 발표했다. 다음 달, 그는 2030년까지 포트폴리오의 국제 자산 비중을 10%에서 50%로 늘리는 것을 목표로 할 것이라고 말했다.
2019년 2월 아부다비의 밀켄 연구소에서 알루마얀은 PIF가 런던, 뉴욕시, 샌프란시스코에 새로운 사무실을 열고 2019년 말까지 인력을 450명에서 700명으로 늘릴 것이라고 발표했다. 그는 또한 이 기금이 재생 가능 에너지 프로젝트에 투자할 것이며, 여기에는 태양광 패널의 현지 생산도 포함될 것이라고 말했다.
2021년, 그들은 미국 비디오 게임 회사인 일렉트로닉 아츠, 테이크투 인터랙티브, 액티비전 블리자드의 지분을 매입했다. 2022년 5월에는 일본 비디오 게임 회사인 닌텐도의 지분 5%를 매입했으며, 다음 달에는 엠브레이서 그룹의 지분 8%를 10억 미국 달러 투자로 매입했다.
PIF는 일론 머스크가 트위터를 인수하기 전에 트위터에 주요 간접 지분을 소유하고 있었다. 비록 플랫폼을 정치적 반대와 활동에 사용하는 많은 사우디인들이 임의로 체포되고 투옥되지만 말이다.
2023년 11월, PIF는 페로비알이 25% 지분을 매각한 후 히스로 공항 지분 10%를 인수했다. 나머지 15%는 아르디안이 인수했다. 이어서 2024년 12월 15일, 아르디안과 PIF가 페로비알과 FGP TopCo의 일부 주주로부터 히스로 공항 지분 각각 22.6%와 15%를 총 41억 2천만 미국 달러에 성공적으로 인수했다고 보도되었다.
PIF는 2023년 12월 로코 포르테 호텔의 지분 49%를 인수했으며, 이로써 호텔 그룹의 가치는 14억 파운드로 평가되었다.
2024년 PIF는 독일 HOLON GmbH의 지분 38%를 인수했다. HOLON은 벤텔러 그룹의 자회사이다. HOLON은 2026년에 자동차 표준을 갖춘 세계 최초의 전기 자율 셔틀을 출시할 예정이다.

### 전 도널드 트럼프 행정부 관료
2021년 PIF는 도널드 트럼프의 사위인 재러드 쿠슈너가 백악관을 떠난 직후 새로 설립한 사모 펀드인 어피니티 파트너스에 20억 달러를 투자했다. 그는 장인의 첫 번째 대통령 임기 동안 백악관에서 일했다. 20억 달러 투자를 고려하는 동안 PIF 관계자들은 투자 가치에 대해 의문을 제기했지만, PIF 경영진은 고문들의 의견을 기각했다. 심지어 1년 후인 2022년 4월에도 쿠슈너의 사모 펀드는 주로 사우디 자금에 의존했다. 당시 총 운용 자산은 25억 달러에 불과했다. 도널드 트럼프 행정부 내에서 쿠슈너는 아랍-이스라엘 외교 문제에 광범위하게 관여했으며, 사우디 통치자 무함마드 빈 살만 알사우드의 굳건한 옹호자였다. 윤리 전문가들에 따르면, 펀드의 수명 동안 어피니티와 개인적으로 쿠슈너에게 상당한 관리 수수료를 안겨줄 20억 달러 투자는 쿠슈너에 대한 잠재적인 보상의 외양을 만들었다.
2021년 PIF는 스티븐 므누신 전 도널드 트럼프 행정부 관료가 정부를 떠난 직후 설립한 투자 펀드에 10억 달러를 투자했다.
2022년 5월, 어피니티 파트너스가 투자금을, 따라서 사우디아라비아의 PIF 자금을 이스라엘로 향하게 할 계획이라고 보도되었다. 쿠슈너는 어피니티가 투자할 두 개의 스타트업을 선정하기 전에 다양한 이스라엘 스타트업들과 여러 번의 투자 제안 회의를 가졌다. 당시 사우디아라비아는 이스라엘과 외교 관계가 없었으며, 공개적인 아브라함 협정 과정의 일부도 아니었다. 쿠슈너는 사우디아라비아가 협정을 체결한 아랍에미리트와 바레인 등 인근 국가들에게 이스라엘에서의 기회를 잃을 수 있다고 경고했다. 쿠슈너의 회사를 통해 사우디는 이스라엘 기업에 개방될 수 있었고, 이는 아랍 국가에 수익성이 높을 수 있었다. 이스라엘 스타트업에 대한 어피니티 파트너스의 투자는 사우디 관계자들에 의해 동의되었으며, 무함마드 왕세자의 승인도 받은 것으로 알려졌다. 많은 이들은 이를 사우디와 이스라엘 간의 관계 정상화를 위한 기초 작업으로 보았다. 이것은 사우디 국부 펀드의 자금이 이스라엘로 흘러들어가는 첫 번째 알려진 사례가 될 것이다.

### 뉴캐슬 유나이티드 인수
2020년 4월 14일, 뉴캐슬 유나이티드 FC의 소유권 이전을 위한 3억 파운드 규모의 계약이 현 소유주인 마이클 애슐리와 공공 투자 기금, PCP 캐피탈 파트너스, 루번 형제로 구성된 잠재적 인수 컨소시엄 간에 합의되었다는 사실이 드러났다. 그러나 프리미어리그는 논란 끝에 이 거래를 비준하는 것을 거부했고, 이에 마이클 애슐리는 인수를 완료하기 위해 프리미어리그를 상대로 다양한 법적 절차를 밟았다. 2021년 10월 7일, 프리미어리그가 "사우디아라비아 왕국이 뉴캐슬 유나이티드 축구 클럽을 통제하지 않을 것이라는 법적 구속력 있는 보증"을 받았다고 밝힌 후, 구단이 공공 투자 기금이 이끄는 컨소시엄에 의해 인수될 것이라고 발표되었다.
인권 단체들은 PIF가 프리미어리그 클럽을 인수하도록 허용한 프리미어리그를 비판했다. 국제앰네스티는 사우디아라비아의 인권 기록을 지적하며, 프리미어리그가 인권 침해자들이 프리미어리그 클럽을 소유할 수 없도록 기준을 도입해야 한다고 말했다. 국제앰네스티는 이번 인수를 "인권 운동가들에게 매우 쓰라린 타격"이라고 불렀다. 사우디 정권 요원에 의해 살해된 사우디 기자 자말 카슈끄지의 약혼녀인 하티제 쳉기즈는 프리미어리그에 PIF의 인수를 막을 것을 촉구했다.
2021년 4월, 사우디 왕세자 무함마드 빈 살만 알사우드는 영국의 보리스 존슨 총리에게 PIF의 뉴캐슬 인수 승인을 위해 개입해 달라고 요청한 것으로 알려졌다. 빈 살만은 정부가 인수를 막을 경우 영국 경제에 경제적 결과가 있을 것이라고 위협했다. 이러한 위협은 사우디와 영국 간의 전략적 파트너십의 맥락에서 이루어졌으며, 사우디는 10년 동안 영국 경제에 300억 달러를 투자하겠다고 제안했다. 국제앰네스티 영국 지부의 케이트 앨런은 이번 인수 시도를 "사우디의 스포츠워싱의 노골적인 예시"라고 불렀다. 영국 정부는 사우디 인수와 관련하여 프리미어리그와의 협상 내용을 공개하는 것이 사우디아라비아와의 관계를 "해칠 수 있다"고 말하며 이를 차단했다. 다른 19개의 프리미어리그 클럽은 이번 인수가 프리미어리그의 브랜드에 손상을 입혔다고 비난하며 인수를 비판했다.

### LIV 골프 설립
2021년 10월, PIF의 한 부서인 골프 사우디는 그레그 노먼을 CEO로 선언하며 LIV 골프 인베스트먼트 설립에 자금을 지원했다. 이 비공개 회사는 이전에 슈퍼 골프 리그라고도 불렸던 LIV 골프라는 프로 투어를 출범시켰다. 이는 월드 골프 투어와 프리미어 골프 리그에 이어 PGA 투어에 대한 새로운 도전으로 등장했다.
LIV 골프의 전략은 역사상 가장 부유한 골프 토너먼트를 제공하고 스타 선수들을 설득하여 참여시키는 등 다른 리그와 차별화되었다. 2022년 6월, LIV 골프 인비테이셔널 시리즈는 총 상금 2억 5천 5백만 달러를 걸고 8개 대회 시즌을 시작했다. 사우디 PIF는 20억 달러의 자금으로 이 대회를 지원했다. LIV 골프는 각 정규 대회 우승자에게 400만 달러의 상금을 제공했는데, 이는 PGA 챔피언십의 270만 달러에 비해 많은 금액이었다. 필 미컬슨, 더스틴 존슨, 그레임 맥다월, 세르히오 가르시아, 마르틴 카이머, 루이 우스트하이즌, 샬 슈워츨, 리 웨스트우드 등 가장 저명한 프로 골프 선수들이 이 대회에 참가했다. 더스틴 존슨은 사우디 지원 시리즈에 참가하기 위해 1억 5천만 달러를 받았다고 알려졌다. 필 미컬슨 또한 2억 달러 계약을 맺은 후 이 시리즈에 참가했다. 그러나 일부 다른 저명한 선수들은 새로운 리그를 거부했는데, 타이거 우즈는 거의 10억 달러에 달하는 제안을 거절했다. 이 토너먼트의 강한 비판자였던 로리 매킬로이 또한 PGA 투어를 지지하며 LIV에 합류한 선수들을 비판하면서 그들이 "쉬운 길을 택했다"고 말했다.
LIV 골프는 자말 카슈끄지 살해를 비롯한 여러 인권 침해 혐의를 받고 있는 사우디아라비아의 또 다른 스포츠워싱 도구로도 비난받았다. CEO 그레그 노먼과 스타 선수들은 사우디아라비아의 처참한 인권 기록에도 불구하고 LIV 골프와의 연관성에 대해 질문을 받았다. 노먼은 "우리는 모두 실수를 저질렀다"며 사우디가 "앞으로 나아가고 싶어한다"고 말하며 질문을 일축했다.
필 미컬슨은 서킷 설립 전 논란의 여지가 있는 발언을 했는데, 사우디인들이 "함께 일하기 무서운 개자식들"이라고 말했다. 그는 "우리는 그들이 카슈끄지를 죽였고 인권 기록이 끔찍하다는 것을 안다"고 말했다. 그럼에도 불구하고 미컬슨은 LIV 골프에 합류하며, 이를 PGA 투어를 재편할 "일생일대의 기회"라고 불렀다. 그레임 맥다월 또한 비슷한 답변을 하며 "우리는 정치인이 아니라 프로 골퍼다. 사우디아라비아가 골프 게임을 통해 그들이 원하는 곳에 도달하려고 한다면, 우리는 그 여정을 돕는 것을 자랑스럽게 생각한다"고 말했다.
2023년 6월 6일, LIV 골프와 PGA 투어가 상업 사업을 새로운 영리 회사로 합병할 것이라고 발표되었으며, 공공 투자 기금은 이 새로운 회사에 수십억 달러를 투자할 것으로 알려졌다. 이 거래를 비판하는 사람들은 PGA의 위선을 비난했으며, 사우디의 "스포츠워싱"으로 보인다고 한탄했다. 사우디 망명자들과 인권 운동가들은 PGA가 "사우디의 피 묻은 돈"을 받고 있다고 말했다. AP 통신은 PGA 투어와 LIV 골프의 합병은 사우디아라비아의 권위주의 정권에 전환점을 마련했다고 썼다. 왜냐하면 무함마드 빈 살만 정권은 인권 침해와 자말 카슈끄지 살해로 인해 수년 동안 고립되어 있었기 때문이다.

### 크레디트 스위스 위기 노출
2022년 PIF는 글로벌 금융 부문으로 포트폴리오를 다각화하려는 광범위한 목표의 일환으로 크레디트 스위스에 15억 달러를 투자했다. PIF는 크레디트 스위스를 사우디 내셔널 은행과 연결하여 사우디 내셔널 은행을 10% 미만의 지분을 가진 최대 주주로 만들었다 (이는 사우디 내셔널 은행에 따르면 10% 이상 주주에 대한 규제 요건을 처리할 필요가 없게 했다). 2023년 3월 미국 은행 파산으로 글로벌 금융 부문이 위기에 빠진 후, 사우디 내셔널 은행 회장 암마르 알 후다르는 2023년 3월 15일 공개적으로 크레디트 스위스에 더 많은 자본을 공급하지 않을 것이라고 밝혔다 (10% 이상 주주에 대한 규제 요건을 이유로 들었다). 이는 즉시 크레디트 스위스의 주가를 25% 더 하락시켰다. 2023년 3월 19일, UBS는 크레디트 스위스 인수 계획을 확인했다.

### ATP 및 WTA 투어 파트너십
2024년 공공 투자 기금은 ATP 투어 및 WTA 투어와의 파트너십을 발표했다.
2024년 3월, PIF는 두 프로 테니스 투어인 ATP 투어와 WTA 투어를 인수하기 위해 20억 달러를 제안했다고 발표했다. 이 제안은 그랜드 슬램 대회는 포함하지 않으며, 두 투어를 PIF가 주도하는 단일 투어로 합병하는 것을 포함한다. 이 제안이 나중에 거부되었는지 또는 수락되었는지는 불분명하다.

## 투자 목록
다음 목록은 2025년 5월 현재 PIF의 모든 투자를 포함한다.

### 기가 프로젝트
| 투자           | 분야   | 웹사이트                 |
| -------------- | ------ | ------------------------ |
| 네옴           | 부동산 | www.neom.com/en-us       |
| 레드 씨 글로벌 | 부동산 | www.redseaglobal.com/en/ |
| 키디야         | 부동산 | qiddiya.com              |
| 로샨           | 부동산 | www.roshn.sa/en          |
| 디리야 회사    | 부동산 | diriyahcompany.sa        |

### 국제
| 투자                   | 웹사이트                 |
| ---------------------- | ------------------------ |
| 아랍 은행 (스위스)     | www.arabbank.com         |
| 아코르                 | www.accorinvest.com      |
| 히스로 에어포트 홀딩스 | www.heathrow.com         |
| 지오 플랫폼스          | www.jio.com              |
| 뉴캐슬 유나이티드 FC   | www.nufc.co.uk           |
| 루시드 모터스          | lucidmotors.com          |
| 매직 리프              | www.magicleap.com/en-us/ |
| 소프트뱅크 그룹        | group.softbank/en        |
| 우버                   | www.uber.com             |
| 블랙스톤               | www.blackstone.com       |
| 러시아 직접 투자 기금  | www.rdif.ru/Eng_Index/   |
| 릴라이언스 리테일      | relianceretail.com       |
| 브라질 투자 프로그램   |                          |
| 프랑스 사모 펀드 투자  |                          |

### 중동 및 북아프리카
| 투자                                       | 분야                          | 웹사이트                     |
| ------------------------------------------ | ----------------------------- | ---------------------------- |
| 알라트 (기업)                              | 건설 부품 및 서비스           | alat.com/en/                 |
| 단 회사                                    | 부동산                        | dancompany.sa/en             |
| 시어 모터스                                | 자동차                        | ceermotors.com               |
| 사와니 (기업)                              | 소비재 소매                   | sawani.com/en                |
| 더 호스피탈리티 컴퍼니                     | 엔터테인먼트 레저 및 스포츠   | www.dur.sa/en                |
| 사우디 부동산 회사                         | 부동산                        | www.al-akaria.com            |
| GDC                                        | 항공우주 및 방위 산업         | www.gdcme.com                |
| 전기차 인프라 회사 (EVIQ)                  | 자동차                        | www.eviq.sa/en/              |
| 걸프 연구소 전기 장비 시험 회사            | 공익사업 및 재생 가능 에너지  | gcclab.com.sa                |
| 자사라 프로그램 관리 회사                  | 건설 부품 및 서비스           | jasarapmc.com                |
| 마아덴                                     | 금속 및 광업                  | www.maaden.com.sa            |
| 마라픽                                     | 공익사업 및 재생 가능 에너지  | www.marafiq.com.sa           |
| 카심 시멘트 회사                           | 건설 부품 및 서비스           | www.qcc.com.sa               |
| 리야드 은행                                | 금융서비스                    | www.riyadbank.com            |
| 삽트코                                     | 운송 및 물류                  | saptco.com.sa                |
| 아르셀로미탈 튜뷸러 프로덕츠 알주바일 회사 | 금속 및 광업                  | jubail.arcelormittal.com     |
| 아라비안 산업용 섬유 회사 (이븐 루쉬드)    | 다각화                        | saic.com.sa                  |
| 더수르                                     | 다각화                        | dussur.com                   |
| 사우디 전기 회사                           | 공익사업 및 재생 가능 에너지  | www.se.com.sa                |
| STC                                        | 전기 통신 미디어 및 기술      | www.stc.com.sa               |
| 타다울 부동산 회사                         | 국내 투자                     | www.saudiexchange.sa         |
| 타이바 투자 회사                           | 부동산                        | www.taiba.com.sa             |
| ACWA 파워                                  | 공익사업 및 재생 가능 에너지  | www.acwapower.com/en/        |
| 알린마 은행                                | 금융서비스                    | www.alinma.com/en/           |
| 바흐리                                     | 운송 및 물류                  | www.bahri.sa                 |
| 동부주 시멘트                              | 건설 부품 및 서비스           | www.epcco.com.sa             |
| 사우디 세라믹스                            | 건설 부품 및 서비스           | www.saudiceramics.com/en/    |
| 남부주 시멘트                              | 건설 부품 및 서비스           | spcc.sa                      |
| 타카                                       | 석유 산업 및 재생 가능 에너지 | www.tq.com                   |
| 눈                                         | 소비재 소매                   | www.noon.com                 |
| 비다야 홈 파이낸스 컴퍼니                  | 금융서비스                    | www.bidaya.com.sa/en/        |
| 사우디 글로벌 포트 컴퍼니 (싱가포르)       | 운송 및 물류                  | www.saudiglobalports.com.sa  |
| 셀라                                       | 엔터테인먼트 레저 및 스포츠   | sela.sa                      |
| 움 알 쿠라 건설 개발 회사                  | 부동산                        | www.ummalqura.com.sa/en      |
| 얀부 시멘트                                | 건설 부품 및 서비스           | yanbucement.com/en/          |
| 걸프 국제 은행                             | 금융서비스                    | www.gib.com/ksa/en           |
| 사우디 부동산 재융자 회사                  | 금융서비스                    | srco.com.sa/en               |
| 사우디 요르단 투자 기금                    | 다각화                        | sjifund.com                  |
| 아스마 캐피탈                              | 중동 및 북아프리카 투자       | asmacapital.com              |
| 아메리카나 그룹                            | 소비재 소매                   | www.americanarestaurants.com |
| 사우디 내셔널 은행                         | 금융서비스                    | www.alahli.com               |
| 사우디 인공지능 회사                       | 전기 통신 미디어 및 기술      | www.scai.sa                  |
| 부티크 그룹                                | 부동산                        | boutiquegroup.com            |
| 더 리그                                    | 부동산                        | therig.sa                    |
| 사우디 다운타운 회사                       | 부동산                        | saudidowntown.com.sa/en-US   |
| 사우디 시설 관리 회사                      | 부동산                        | www.saudi-marafiq.com        |
| 타사루 모빌리티 투자                       | 부동산                        | www.tasaru.com               |
| 수다 개발 회사                             | 부동산                        | soudah.sa/en                 |
| 아마알라                                   | 부동산                        | www.amaala.com/en/           |
| 엘름 컴퍼니                                | 전기 통신 미디어 및 기술      | www.elm.sa                   |
| 자다                                       | 금융서비스                    | jada.com.sa/en               |
| KAFD                                       | 부동산                        | www.kafd.sa                  |
| 국영 물 회사                               | 공익사업 및 재생 가능 에너지  | www.nwc.com.sa               |
| 누프코                                     | 의료                          | www.nupco.com                |
| 루아 알 마디나 홀딩 회사                   | 부동산                        | ruaalmadinah.com             |
| 국영 보안 서비스 회사                      | 다각화                        | safesecurity.sa              |
| 살릭                                       | 소비재 소매                   | salic.com                    |
| 사우디아라비아 군사 산업                   | 항공우주 및 방위 산업         | www.sami.com.sa              |
| 사나빌 투자                                | 금융서비스                    | www.sanabil.com/en/          |
| 사우디 철도 회사                           | 부동산                        | www.sar.com.sa               |
| 사우디 타다울 그룹                         | 금융서비스                    | www.tadawulgroup.sa          |
| SIRC                                       | 공익사업 및 재생 가능 에너지  | sirc.sa                      |
| 사우디 정보 기술 회사 (SITE)               | 전기 통신 미디어 및 기술      | site.sa/en                   |
| 타하콤 투자 회사                           | 금융서비스                    | www.ticom.sa/en/             |
| 타크니아                                   | 전기 통신 미디어 및 기술      | taqnia.com                   |
| 타르시드                                   | 공익사업 및 재생 가능 에너지  | www.tarshid.com.sa           |
| 헬리콥터 회사                              | 항공우주 및 방위 산업         | www.helicopter.com.sa        |
| 물 및 전기 지주 회사 (WEHC)                | 공익사업 및 재생 가능 에너지  |                              |
| 아랍 은행 (암만)                           | 금융서비스                    | www.arabbank.com             |
| 크루즈 사우디                              | 엔터테인먼트 레저 및 스포츠   | www.cruisesaudi.com          |
| 사우디 엔터테인먼트 벤처스 (세븐)          | 엔터테인먼트 레저 및 스포츠   | seven.sa                     |
| 제다 중심 개발 회사                        | 부동산                        | www.jeddahcentral.com        |
| 사우디 커피 회사                           | 소비재 소매                   | www.saudicoffee.com          |
| 리야드 항공                                | 항공사                        | www.riyadhair.com/en/        |
| D360 은행                                  | 금융서비스                    | d360.com/en                  |
| 새비 게임즈 그룹                           | 엔터테인먼트 E스포츠          | savvygames.com               |
| 할랄 제품 개발 회사                        | 식품 및 농업                  | hpdc.sa                      |
| 바대일 회사                                | 의료                          | www.badaelcompany.com/en     |
| 알울라 개발 회사                           | 부동산                        | udc.sa                       |
| 거버넌스 센터                              | 다각화                        | cfg.sa                       |
| 알 발라드 개발 회사                        | 환대산업                      | balad.com.sa                 |
| 뉴 무라바                                  | 부동산                        | newmurabba.com/en/           |
| 아르다라                                   | 부동산                        | ardara.sa                    |
| 아빌리스                                   | 항공기 리스                   | avilease.com                 |
| QSAS                                       | 엔터테인먼트                  | qsas.sa/en                   |
| SARRC                                      | 부동산                        | sarcc.sa                     |

## 비판
PIF는 세계에서 가장 투명성이 낮은 국부 펀드 중 하나로 평가받았다. 2016년 월스트리트 저널은 이 펀드의 투자 중 어떤 것도 명시되지 않았다고 지적했다. 런던 정경대학 교수 스테펜 헤르토그에 따르면, PIF는 "불투명하고 블랙박스로 간주된다. 때로는 다른 정부 부처를 포함하여 그곳에서 무슨 일이 일어나고 있는지 아는 사람이 거의 없다." PIF는 국내 투자에 압도적으로 초점을 맞춘 부처 운영 회사이므로, 일부 학자들은 이를 "준국부 펀드"로 특징짓는다. 이 펀드의 국내 투자에는 대추, 낙타, 커피가 포함되지만, 유흥, 스포츠, 관광 및 재생 가능 에너지도 포함된다.
2019년 3월, PIF가 뉴욕의 커뮤니케이션 회사인 카르브 커뮤니케이션즈에 자말 카슈끄지 살해 이후 사우디의 훼손된 명성을 회복하기 위해 한 달에 12만 달러를 지불했다는 사실이 밝혀졌다.
PIF의 지배 구조는 특히 무함마드 빈 살만 알사우드가 투자 선택 및 PIF의 광범위한 의사 결정에 얼마나 많은 통제권을 행사하는지에 대해 의문이 제기되었다. 2022년 10월, 야시르 알루마얀(PIF 총재)은 세계가 코로나바이러스감염증-19로 씨름하고 있던 2020년 초에 무함마드 빈 살만이 주장한 국제 주식의 야심 찬 매입에 저항했던 것에 대해 인터뷰에서 언급했다. 우려는 PIF에 사우디 중앙은행으로부터 수십억 달러를 주식 매입 자금으로 제공하는 것이 위험하며 현지 통화 가치를 하락시킬 수 있다는 것이었다. 무함마드 빈 살만이 PIF의 회장이지만, PIF는 "PIF 이사회의 의사 결정이나 행동이 왕세자의 부당한 영향을 받는다(또는 좋은 거버넌스 원칙에 반하는 방식으로 영향을 받는다)는 어떤 제안도" 부인했다. 야시르 알루마얀은 자신이 살만 빈 압둘아지즈 알사우드 국왕에게 거부권을 행사당했다고 주장했는데, 그는 여전히 사우디 국가의 공식 수장이다. 야시르 알루마얀은 또한 시장이 상승했을 때 PIF가 주식에 지출한 350억 달러가 곧 490억 달러로 증가했다고 인정했다.
이 펀드의 국내 투자는 사우디 국가와 오랜 개인적인 관계를 가진 엘리트들이 소유한 기업으로 향하는 경향이 있다.
PIF의 일부 자산은 2017년 사우디 정권이 "반부패" 숙청을 실시하여 사우디아라비아 최고 부자 400명의 자산을 정권이 압수하면서 조직으로 이전되었다.

## 같이 보기
- 사우디아라비아 비전 2030
- 사우디아라비아의 경제